# George Desvallières

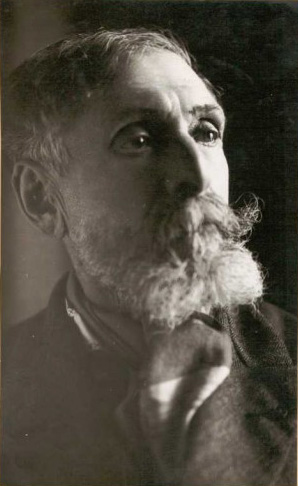
George Desvallières, fotografiert von Henri Manuel

George Desvallières, auch George-Olivier Desvallières genannt, geboren als Olivier Gabriel Victor Georges Lefebvre-Desvallières (* 14. März 1861 in Paris; † 5. Oktober 1950 ebenda) war ein französischer Maler und Zeichner des Symbolismus.

## Leben
Er wurde am 14. März 1861 in der Rue St. Marc 14, Paris geboren. Sein Vater hieß Louise Emile George Lefebvre-Desvallières, seine Mutter Marie Elisa geb. Legouvé. 
Desvallières erhielt seine künstlerische Ausbildung an der École nationale supérieure des beaux-arts de Paris und der Académie Julian unter J. Valadon und Jules-Élie Delaunay. In seinem Schaffen wurde er von Gustave Moreau sowie von Maurice Denis und dem Kreis der Fauves geprägt. Mit Maurice Denis gründete er die Ateliers d’art sacré, bei denen er als Direktor tätig war. Desvallières schuf eine Vielzahl an Wandmalereien in französischen und ausländischen Kirchen. Des Weiteren schuf er auch Glasgemälde und Tafelbilder. 
Im Jahr 1890 heiratete er Marguerite Lefebvre, mit welcher er einen Sohn (Richard) und eine Tochter (Sabine) bekam. Sein Bruder Maurice Desvallières (1857–1926) war Dramatiker. Desvallières nahm vier Jahre lang als Soldat am Ersten Weltkrieg teil und verlor seinen Sohn im Krieg. Nach seiner Rückkehr von der Front konvertierte im Alter von 43 Jahren zum Katholizismus und wendete er sich der religiösen Malerei zu.
Ab 1929 folgte er Georges Rouault als Kurator im Musée Gustave Moreau.
Ab 1930 war er Mitglied der Académie royale des Sciences, des Lettres et des Beaux-Arts de Belgique und der Académie des Beaux-Arts.  
1932 gestaltete er die Fenster der Kapelle des Beinhaus von Douaumont. Des Weiteren gehörte er der Ehrenlegion an, 1910 im Rang eines Chevalier, 1920 Beförderung zum Offizier, 1937 zum Kommandeur.
1940 war er Präsident des Institut de France. Zudem war er auch Präsident der Salon d’Automne sowie Mitglied der von dem Dominikaner Henri Lacordaire gegründeten Société de Saint-Jean pour le développement de l’'art chrétien. 

## Werke (Auswahl)

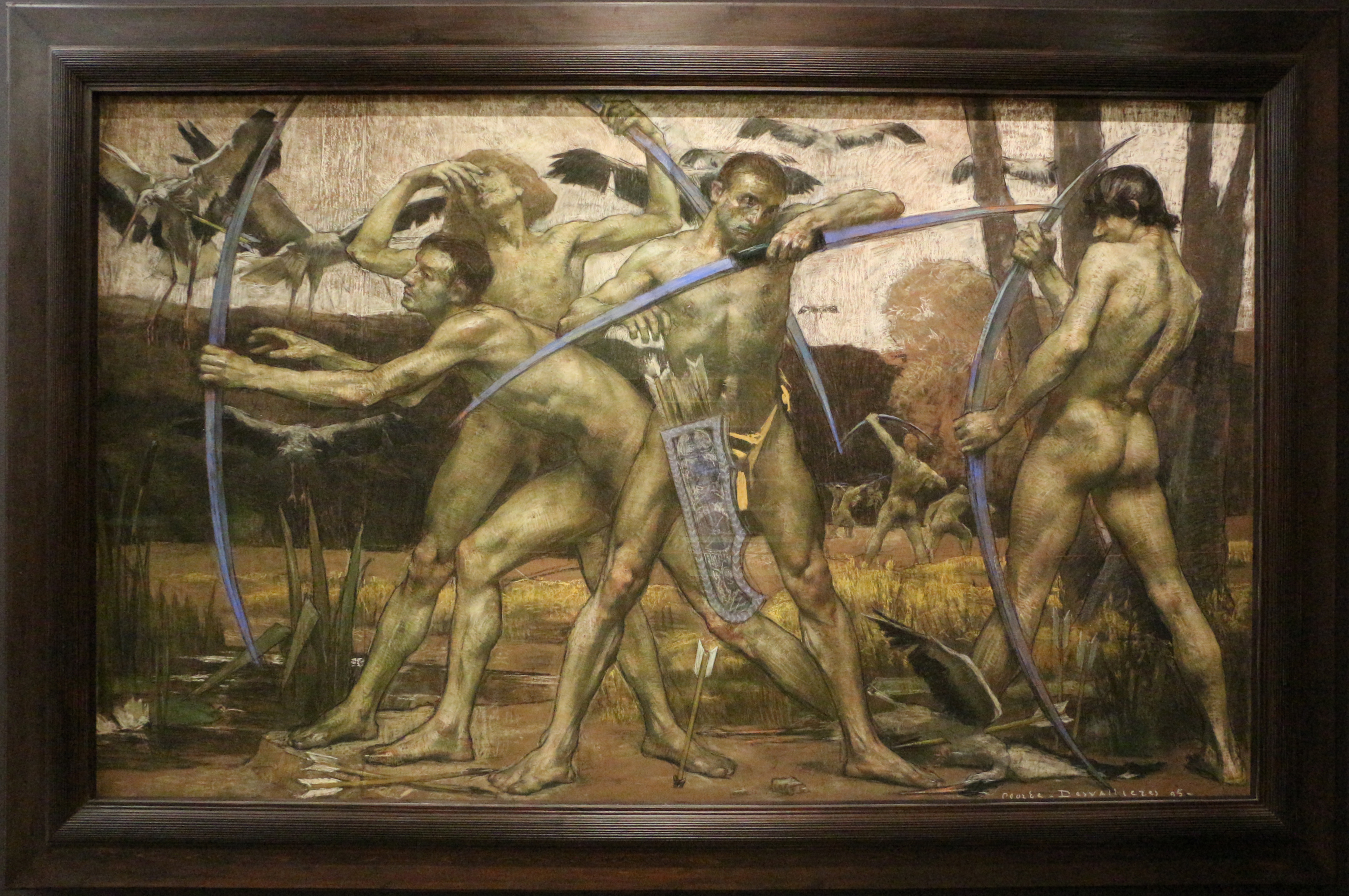
Les tireurs à l’arc, 1895; Musée d’Orsay, Avignon
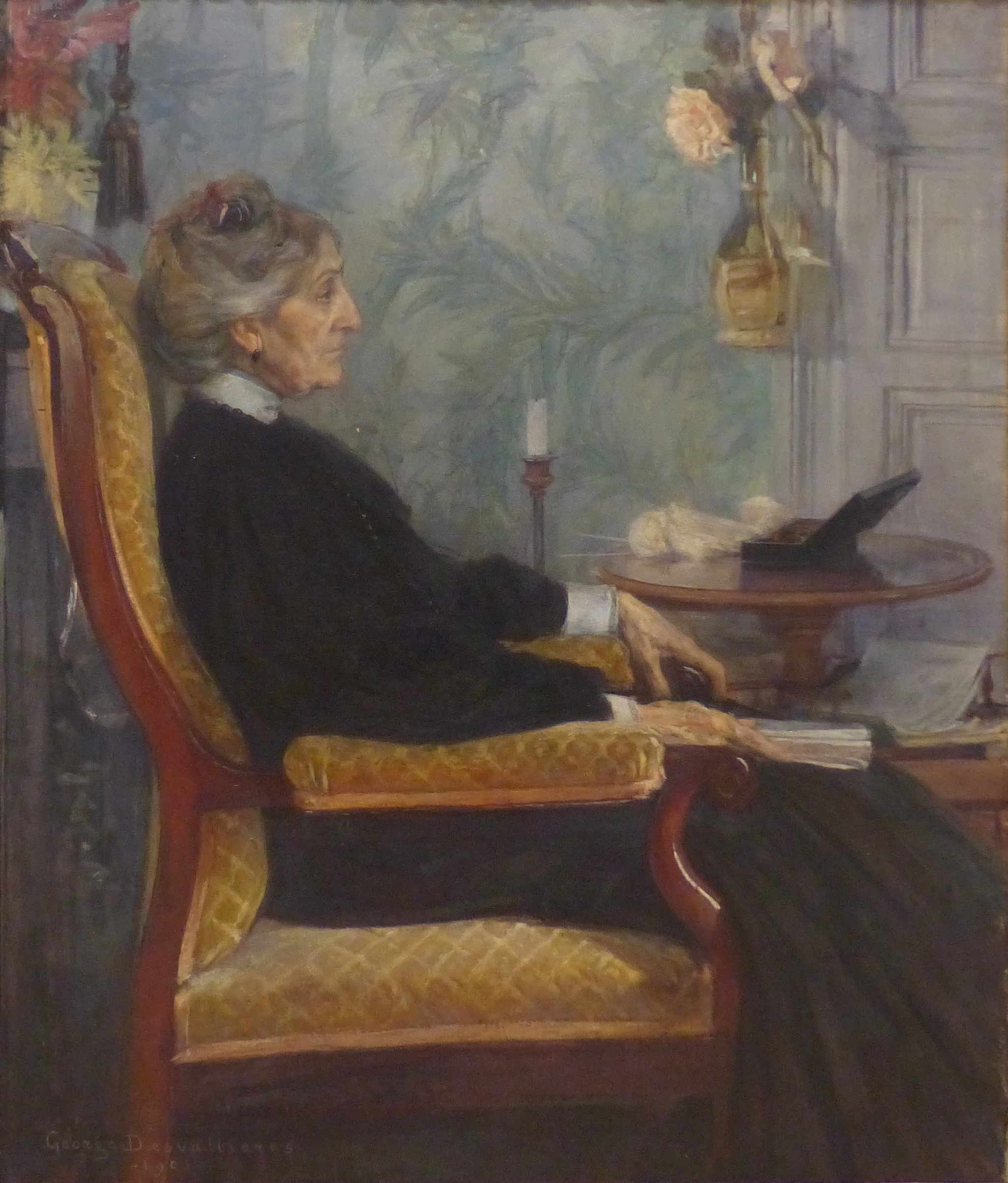
Bildnis der Mutter, 1903; Musée Calvet, Paris
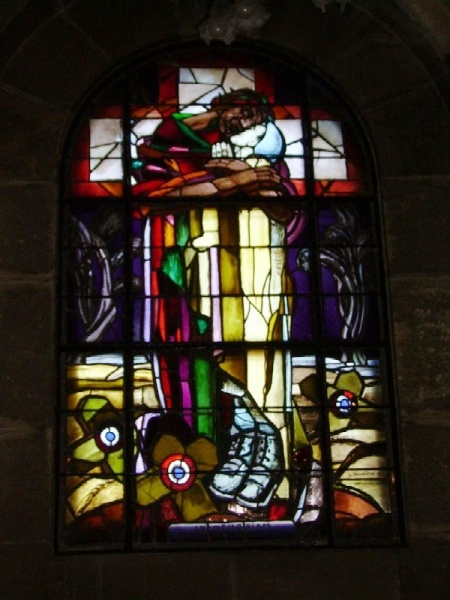
Glasgemälde im Beinhaus von Douaumont, 1927
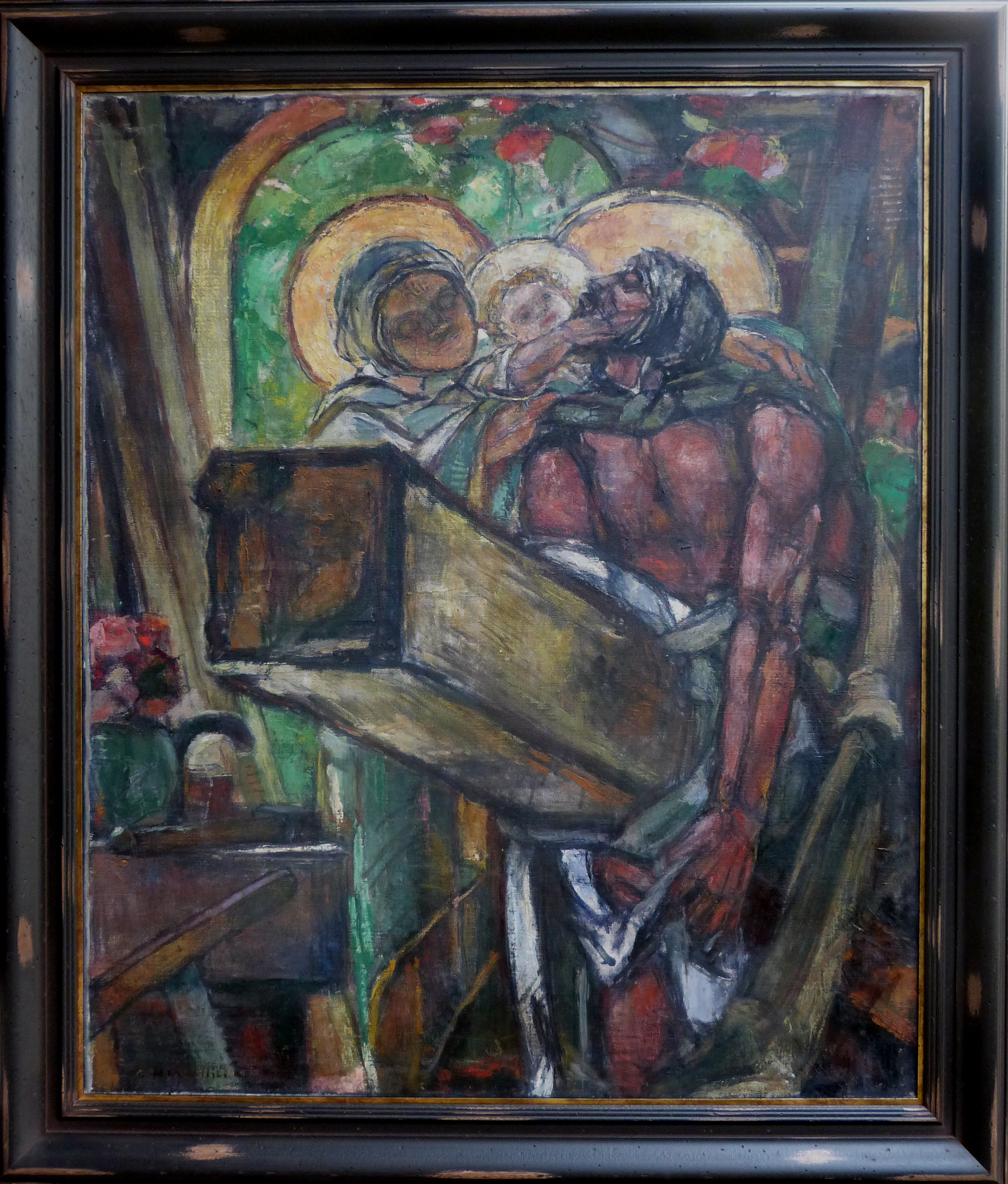
La Sainte Famille à l'atelier

Einträge zu Gebäuden in der Base Mérimée die Desvallières mit ausgestaltet hat:
Eintrag Nr. PA00079970 Eintrag Nr. PA00079888 Eintrag Nr. PA00086569 Eintrag Nr. PA00088145 Eintrag Nr. PA00103292 Eintrag Nr. PA55000002 Eintrag Nr. PA75140002 Eintrag Nr. PA77000011 Eintrag Nr. IA54002622 Eintrag Nr. IA95000572 Eintrag Nr. PA00085762 Eintrag Nr. PA00125461 Eintrag Nr. IA00051003

## Ausstellungen
- 1910: Exposition de Peintures de George Desvallières. Galerie Druet, Paris[5]
- 2016: George Desvallières, la peinture corps et âme. Paris, Petit Palais. (Katalog).
- 2020: Retrospective.  Église Notre-Dame-du-Cap-Lihou, Granville.[3]